# 戴彬元
戴彬元（1836年—1889年），字君仪、又字莲生，号愚卿（又作虞卿）、渔青，直隶宁河人，祖籍浙江湖州府乌程县。清朝政治人物、書法家，进士出身。

## 生平
早年就讀邵氏私塾馆，后考為禀生。光緒五年（1879年），鄉試中舉第十三名。光緒六年（1880年）聯捷庚辰科二甲第一名進士（传胪），改翰林院庶吉士。光緒九年四月，散館，授翰林院編修。任户部主事。光緒十一年，授奉直大夫，任江南鄉試副主考。有名的书法家，时京城有“南黄（黄自元）北戴”之称。笔墨拙雅独特，大、小楷、草书皆精，相传“入都後书名大躁一时，片楮寸纸人争宝之”。北京琉璃厂的“宏道堂”、“启元斋”均由戴彬元所题。亦善诗，著有《彬元诗集》、《司空诗品》书法、《戴愚卿太史書》（1885）。为进士胡俊章所辑《春明诗课汇选》作序。
其书法钤印有“戴彬元印”、“彬元私印”、“庚辰传胪”、“愚卿氏”等。

## 家庭
- 祖父戴朝锡，候选直隶州州同。
- 父戴襄清，道光乙酉科举人，武邑县教谕。
- 子戴章勳（字颂唐，号亦云；养父戴斌彤）[4]，拔貢，历任奉天凤凰县（现凤城市）、内蒙多伦县、吉林梨樹縣与奉化县 (吉林省)（今属吉林四平）知县，善书。与画家吳昌碩合作《杏子初花、行書錄〈風雨圖〉詩》扇面（1905、1915）。